# Mount Talau
Der Mount Talau (tongaisch ʻAlo-i-Talau) ist eine 131 m hohe Erhebung aus Korallenkalk im Inselstaat Tonga im Pazifik. 

## Geographie
Der Berg liegt westlich des Hauptortes Neiafu im Atoll Vavaʻu. Er ist gekennzeichnet durch seinen flachen Gipfel und bietet Ausblicke über Port of Refuge, Vaipua Inlet und Neiafu. Seit 1995 steht der Berg mit dem umliegenden Gelände als Mount Talau National Park unter Naturschutz.